# Campanha da Fraternidade de 2019
A Campanha da Fraternidade de 2019 (CF 2019) teve como tema Fraternidade e políticas públicas e como lema "Serás libertado pelo direito e pela justiça" (Is 1, 27). . Esta campanha tem como objetivo "estimular a participação em políticas públicas, à luz da Palavra de Deus e da Doutrina Social da Igreja para fortalecer a cidadania e o bem comum, sinais de fraternidade" 
Conforme explicou Padre Júlio Lancellotti, “Vamos tratar de todas as ações, como diz o próprio texto (do profeta Isaías), que são desenvolvidas pelo Estado para garantir e colocar em prática direitos previstos na Constituição Federal e outras leis”, além de ajudar os povo a melhorar sua compreensão da política, e atuar com responsabilidade social, colaborando também com as instituições responsáveis pela justiça e o bem comum.
Com este tema, pretende-se promover:
- O conhecimento sobre a formulação e aplicação as políticas públicas pelo Estado brasileiro;[5]
- A exigência de ética na formulação e na concretização das políticas públicas;[5]
- A conscientização e incentivo à participação de todo cidadão na construção de políticas públicas em âmbito nacional, estadual e municipal;[5]
- A proposição de políticas públicas que assegurem os direitos sociais aos mais frágeis e vulneráveis;[5][5]
- A consolidação de políticas públicas eficazes de governo como políticas de Estado;
- A promoção da formação política dos membros de nossa Igreja, especialmente dos jovens, em vista do exercício da cidadania;[5]
- Promover o comprometimento de cristãos católicos na política como testemunho concreto da fé.[5]

## Oração da Campanha da Fraternidade 2019[2]
Pai misericordioso e compassivo,

que governais o mundo com justiça e amor,

dai-nos um coração sábio para reconhecer a presença do vosso Reino entre nós.

Em sua grande misericórdia, Jesus, 

o Filho amado, habitando entre nós 

testemunhou o vosso infinito amor 

e anunciou o Evangelho da fraternidade e da paz. 

Seu exemplo nos ensine a acolher 

os pobres e marginalizados, nossos irmãos e irmãs 

com políticas públicas justas, 

e sejamos construtores de uma sociedade humana e solidária. 

O divino Espírito acenda em nossa Igreja 

a caridade sincera e o amor fraterno; 

a honestidade e o direito resplandeçam em nossa sociedade 

e sejamos verdadeiros cidadãos do “novo céu e da nova terra” 

Amém!